# HD 181433 c
HD 181433 c es un planeta extrasolar situado a unos 87 años luz de distancia en la constelación de Pavo, en órbita alrededor de la estrella HD 181433.Este planeta tiene masa al menos 0,64 veces la de Júpiter y toma 962 días para orbitar la estrella a una distancia orbital de 1,76 UA o 263 Gm. Sin embargo, la órbita es excéntrica, que oscila entre 1,27 AU (190 Gm) en periastron y 2,25 AU (337 Gm) en apastron. François Bouchy et al. han publicado un artículo que detalla el sistema planetario HD 181433 en la revista astronomía y astrofísica. El planeta fue detectado por HARPS.